# Норріс (Південна Дакота)
Норріс (англ. Norris) — переписна місцевість (CDP) в США, в окрузі Меллетт штату Південна Дакота. Населення — 150 осіб (2020).

## Географія
Норріс розташований за координатами 43°28′20″ пн. ш. 101°11′34″ зх. д. / 43.47222° пн. ш. 101.19278° зх. д. (43.472099, -101.192744).  За даними Бюро перепису населення США в 2010 році переписна місцевість мала площу 2,26 км², уся площа — суходіл.

## Демографія
Згідно з переписом 2010 року, у переписній місцевості мешкали 152 особи в 39 домогосподарствах у складі 29 родин. Густота населення становила 67 осіб/км².  Було 47 помешкань (21/км²).
Расовий склад населення:
| - 86,8 % — корінних американців - 10,5 % — білих |

До двох чи більше рас належало 2,6 %. Частка іспаномовних становила 0,0 % від усіх жителів.
За віковим діапазоном населення розподілялося таким чином: 49,3 % — особи молодші 18 років, 48,1 % — особи у віці 18—64 років, 2,6 % — особи у віці 65 років та старші. Медіана віку мешканця становила 19,0 року. На 100 осіб жіночої статі у переписній місцевості припадало 102,7 чоловіків;  на 100 жінок у віці від 18 років та старших — 83,3 чоловіків також старших 18 років.
Середній дохід на одне домашнє господарство  становив 22 013 долари США (медіана — 19 167), а середній дохід на одну сім'ю — 18 774 долари (медіана — 17 917). За межею бідності перебувало 84,8 % осіб, у тому числі 100,0 % дітей у віці до 18 років та 33,3 % осіб у віці 65 років та старших.
Цивільне працевлаштоване населення становило 29 осіб. Основні галузі зайнятості: сільське господарство, лісництво, риболовля — 27,6 %, роздрібна торгівля — 20,7 %, освіта, охорона здоров'я та соціальна допомога — 20,7 %.